# Tremella brasiliensis
Tremella brasiliensis é uma espécie de fungo da família Tremellaceae. Produz basidiocarpos (corpos frutíferos) amarelos, lobados a firmemente foliáceos e gelatinosos e é parasita de outros fungos em galhos mortos de árvores latifoliadas. Foi originalmente descrita no Brasil.

## Taxonomia
A Tremella brasiliensis foi publicada pela primeira vez em 1895 pelo micologista alemão Alfred Möller como uma variedade da espécie europeia superficialmente semelhante Tremella lutescens (agora considerada um sinônimo de Tremella mesenterica) e foi elevada ao nível de espécie pelo micologista americano Curtis Gates Lloyd em 1922.

## Descrição
Os corpos frutíferos são gelatinosos, esbranquiçados a amarelos a amarelo-alaranjados brilhantes, com até 3 cm de diâmetro e lobados a frondosos. Microscopicamente, os basídios são tremelóides (elipsóides, com septos oblíquos a verticais), quadricelulares, com 25 a 45 por 12 a 30 μm. Os basidiósporos são globosos, lisos, com 14 a 20 μm de diâmetro.

## Espécies similares
A Tremella mesenterica, descrita na Europa, mas relatada na América do Sul, tem coloração semelhante, mas possui basídios menores e esporos elipsoides menores (10 a 16 por 6 a 9,5 μm).  Naematelia aurantia, descrita na América do Norte, mas relatada na América do Sul, também é amarela brilhante, mas é um parasita de corpos frutíferos de Stereum [en] (entre os quais ocorre tipicamente) e também tem basídios e esporos muito menores (5,5 a 9 por 4,5 a 7 μm).
Em outro lugar, a Tremella philippinensis tem esporos igualmente grandes e foi considerada conspecífica por Roberts & Spooner. Foi originalmente descrita como uma espécie esbranquiçada ou possivelmente amarela pálida, mas seu status é incerto. A Tremella grandibasidia, descrita na América do Norte, é outra espécie amarela de esporos grandes e status incerto.

## Habitat e distribuição
A Tremella brasiliensis é um parasita de fungos lignolíticos, mas sua espécie hospedeira é desconhecida. Ela é encontrada em galhos mortos, presos ou caídos de árvores latifoliadas.
A espécie foi descrita no Brasil e também foi relatada no Panamá e na Costa Rica. Bandoni [en] & Ginns consideraram que as coleções do Japão também representavam a Tremella brasiliensis. Roberts & Spooner trataram a espécie como sinônimo de Tremella philippinensis e registraram esta última em Brunei e na Austrália.